# حروف تحقق
حروف التحقق أو الكابتشا (بالإنجليزية: CAPTCHA)‏ هي كلمة إنجليزية مركبة تمثل الحروف الأولى للكلمات في جملة "Completely Automatic Public Turing Test to Tell Computers and Humans Apart"، حيث تعني هذه الجملة «اختبار تورنغ الآلي للتمييز بين الحاسب والإنسان». فالكابتشا إذا هو اختبار يستطيع الحاسب الآلي وضع أسئلته، كما يستطيع تصحيح إجاباتها ولكنه لا يستطيع حل هذه الأسئلة، فلا يستطيع حلها سوى عقل بشري قادر على التمييز، وبالتالي تكون أي إجابة صحيحة على أي من أسئلة هذا الاختبار، هي إجابة لمستخدم بشري وليست لبرنامج حاسوب.
وتستخدم اختيارات الكابتشا في العديد من التطبيقات، منها على سبيل المثال الاستمارات الخاصة بإنشاء بريد إلكتروني في المواقع التي تقدم تلك الخدمة، وذلك لمنع التطبيقات الحاسوبية المبرمجة من إنشاء صناديق بريدية خاصة بها بشكل أوتوماتيكى متكرر وبأعداد هائلة ثم استخدام هذه الصناديق فيما بعد لإرسال رسائل دعائية وغير مرغوب فيها لباقي المستخدمين.
في العربية يوجد عدة معاني لكلمة «كابتشا» وهي اجتهادات شخصية لمبرمجين عرب وغير موثقة من قبل معاهد لغوية، مثل: «التأكيد المنظور» أو «الكود المرئي» أو «كود التوثيق» أو «الكلثبة» والأخيرة نحت من كلمتي: كلمة + الإثبات. الكابتشا في الغالب تكتب بالأحرف الغربية.
وفائدة استخدام الكابتشا هي التأكد من أن الذي يستعمل صفحة الإنترنت هو شخص وليس آله أو برنامج يتصفح الإنترنت بشكل أوتوماتيكي. واستغلالها لصد هجمات الهاكرز وسارقي المعلومات أو السبامرز الذين يرسلون رسائل أوتوماتيكية لمواقع وصفحات الويب بشكل آلي ويستخدم في عالم المنتديات بشكل ملحوظ في الويب العربي.

## النشأة
منذ الأيام الأولى لبداية عصر الإنترنت أراد بعض مستخدميه كتابة نصوص لا يستطيع الحاسوب فهمها وتمييزها، ومن أول هؤلاء المستخدمين هم القراصنة الذين أرادوا مشاركة مواضيع حساسة في المنتديات مع إيمانهم أن النصوص العادية يقدر الحاسوب على فهمها ومراقبتها تلقائياً. وللتحايل على ذلك كانوا يستبدلون بعض الحروف أو الكلمات برموز تعطى نفس شكل الكلمة، فمثلاً مرحباً يمكن كتابتها 0ر<ب1 أو بأشكال آخرى مختلفة ونفس الطريقة مع كلمات آخرى عديدة. ولذلك كان من الصعب على الحاسوب أن يفهم كل هذه الكلمات بتلك الرموز. وتطورت تلك الطريقة مما أدى إلى نشأة الحروف الهجائية المسماة بلييت.
أول بحث حول الاختبارات الآلية للتمييز بين البشر والحواسيب ظهر في مخطوطة للعالم موني ناور من معهد وايزمان للعلوم عام 1996 تحت عنوان «التحقق من البشر، أو التحقق من خلال اختبار تورنغ» بهدف التحكم فيمن لديه القدرة على الوصول إلى خوادم الويب.
أما الاختصار كابتشا فيبدو أنه تم وضعه عام 1997 داخل ألتا فيستا بواسطة أندري برودير وزملائه حينما حاولوا تطوير الاختبار بهدف منع روبوتات الويب من وضع عناوين لمحركات بحثهم. ولكي يجدوا طرقاً لهجمات التعرف الضوئي على الحروف، قاموا بالاطلاع على كتيب الشرح للماسحة الضوئية التي لديهم من شركة برازير الذي كان يحتوي على توصيات لتطوير نتائج التعرف الضوئي على الحروف، ثم قاموا ببعض الحيل لعكس ذلك على الاختبار عن طريق محاكاة بعض الطرق التي تؤدي لتعرف سئ على الحروف حتى لا يفهمها الحاسوب.
في عام 2000 قام لويس فون آن ومانويل بلوم بتطوير ونشر مفهوم الـ كابتشا، بحيث تشمل أي برنامج يمكنه التمييز بين البشر والحواسيب. وقاموا باختراع أمثلة مختلفة من كابتشا من ضمنها الكابتشا التي كانت تستخدم بكثرة في موقع ياهو!